# 朱志埴
永壽安惠王朱志埴（1404年—1470年6月29日），明朝秦藩第二代永壽王，永壽懷簡王朱尚灴之嫡長子，母妃吳氏。

## 生平
永樂二年（1404年）生。永樂十八年（1420年），永壽懷簡王朱尚灴去世。宣德六年（1431年）四月，明宣宗遣廣平侯袁禎為正使，吏部員外郎李亨為副使，持節前往陝西西安府冊封朱志埴為永壽王。
正統三年（1438年），朱志埴與宜川王朱志堢二人均上疏請求將西安衛指揮沈達調任後所留的舊宅分配給自己。經工部核查，宅子雖靠近宜川王府，但宜川王府已很廣闊，而永壽王府卻頗窄狹，朱志埴之弟鎮國將軍朱志埵又要出府別居。最終，宅子被劃撥給朱志埴。
天順元年（1457年），因上疏請求，獲賜醫士一人。天順二年（1459年），獲賜官鹽引，每年十引。
成化六年六月初一日（1470年6月29日），朱志埴去世，享年五十七歲，在位四十年，諡號安惠，葬於咸寧縣鮑陂里。兩年後，嫡長子朱公鋌襲爵。

## 家庭

### 妻
- 胡氏，西城兵馬副指揮胡信女，宣德七年（1432年）七月冊為永壽王妃[9]

### 子孫
- 嫡長子：永壽長子→永壽康定王朱公鋌
- 第二子：鎮國將軍朱公錟[10]，設鎮國四將軍府於長安縣鐵爐坊[7]
  - 孫：輔國將軍朱誠湮
    - 曾孫：朱秉棟，夭折[11]
    - 曾孫：奉國將軍朱秉桋
    - 曾孫：奉國將軍朱秉檴
    - 曾孫：奉國將軍朱秉季，號樂靜
      - 玄孫：鎮國中尉朱惟𤉣
        - 五世孫：朱懷㙎

      - 玄孫：鎮國中尉朱惟煤
        - 五世孫：朱懷㙜

      - 玄孫：鎮國中尉朱惟煣
      - 玄孫：鎮國中尉朱惟疢
      - 玄孫：鎮國中尉朱惟烳
        - 五世孫：朱懷塂

      - 玄孫：鎮國中尉朱惟㷯
        - 五世孫：朱懷型

      - 玄孫：鎮國中尉朱惟
      - 玄孫女：昌寧鄉君，儀賓許𧫱
      - 玄孫女：大梁鄉君，儀賓張應寵[12]

    - 曾孫女：臨汾縣君，儀賓孫騰漢

  - 孫：輔國將軍朱誠濙，號敬齋
    - 曾孫：奉國將軍朱秉櫍
      - 玄孫：鎮國中尉朱惟燀
      - 玄孫：鎮國中尉朱惟燐
        - 五世孫：輔國中尉朱懷墽

      - 玄孫：鎮國中尉朱惟熞
      - 玄孫：鎮國中尉朱惟煻
      - 玄孫：鎮國中尉朱惟𤍿
      - 玄孫：鎮國中尉朱惟熁
      - 玄孫：鎮國中尉朱惟炪
      - 玄孫：鎮國中尉朱惟
      - 玄孫：鎮國中尉朱惟煖
      - 玄孫女：歸化鄉君，儀賓孫詡
      - 玄孫女：吳江鄉君，儀賓薛銀
      - 玄孫女：歸鄉君，儀賓韓燕卿
      - 玄孫女：丹崖鄉君，儀賓王朝聘

    - 曾孫：奉國將軍朱秉梔
      - 玄孫：鎮國中尉朱惟焀
      - 玄孫：鎮國中尉朱惟爓

    - 曾孫：奉國將軍朱秉樍
      - 玄孫：鎮國中尉朱惟灱
      - 玄孫：鎮國中尉朱惟㷻
      - 玄孫：鎮國中尉朱惟焨
      - 玄孫女：郿鄔鄉君，儀賓趙仲元
      - 玄孫女：珠江鄉君，儀賓唐文
      - 玄孫女：華溪鄉君，儀賓韋守禮
      - 玄孫女：凍川鄉君
      - 玄孫女：酎泉鄉君

    - 曾孫：奉國將軍（朱秉櫍－朱秉樍）
      -         - 五世孫：輔國中尉朱懷墢
        - 五世孫：輔國中尉朱懷垺
        - 五世孫：輔國中尉朱懷埭
        - 五世孫：輔國中尉朱懷墧

    - 曾孫女：襄陵縣君，儀賓安世熙
    - 曾孫女：大邑縣君，儀賓龍騰霄[13]

  - 孫女：宜山郡君[14]
- 第三子：鎮國將軍朱公鏴[15]，設鎮國五將軍府於長安縣鐵爐坊[7]
- 第四子：鎮國將軍朱公鏷[16]，設鎮國六將軍府[17]於咸寧縣得辛坊[7]
  - 孫：朱誠濠[18]
  - 孫：輔國將軍朱誠𣵷，號栢菴
    - 曾孫：奉國將軍朱秉檯
      - 玄孫：鎮國中尉朱惟炓
      - 玄孫：鎮國中尉朱惟熩
      - 玄孫女：銅鞮鄉君，儀賓張萱
      - 玄孫女：洪澤鄉君，儀賓高選
      - 玄孫女：漆園鄉君，儀賓張爵
      - 玄孫女：麗園鄉君，儀賓焦應明
      - 玄孫女：錢青鄉君，儀賓許應恩
      - 玄孫女：中湖鄉君，儀賓賀承惠

    - 曾孫：奉國將軍朱秉㭫
      - 玄孫：鎮國中尉朱惟燍
      - 玄孫女：定西鄉君[19]

    - 曾孫：奉國將軍朱秉𣞒
      - 玄孫：鎮國中尉朱惟𤑟

    - 曾孫：奉國將軍朱秉果
    - 曾孫：奉國將軍朱秉棏，號邃山
      - 玄孫：鎮國中尉朱惟煚
      - 玄孫：鎮國中尉朱惟㸂
      - 玄孫女：隴關鄉君，儀賓趙光久
      - 玄孫女：南武鄉君，儀賓康濟民[20]

    - 曾孫：奉國將軍朱秉楖
    - 曾孫：奉國將軍朱秉槄
    - 曾孫：奉國將軍（朱秉檯、朱秉㭫、朱秉𣞒、朱秉棏）
      -         - 五世孫：輔國中尉朱懷瞌
        - 五世孫：輔國中尉朱懷墂
        - 五世孫：輔國中尉朱懷𡋧[21]
        - 五世孫：輔國中尉朱懷𡈾，字長生[22]，號玄對居士[23]
        - 五世孫：輔國中尉朱懷䨈，字季鳳[22]
        - 五世孫：輔國中尉朱懷紶
        - 五世孫：輔國中尉朱懷𡉐
        - 五世孫：輔國中尉朱懷𩀞
        - 五世孫：輔國中尉朱懷𠻨

    - 曾孫女：崞縣縣君，儀賓康悠久
    - 曾孫女：安塞縣君，儀賓薛江[21][19]

  - 孫：朱誠涆[24]
  - 孫：輔國將軍朱誠渻，號松巖[25]
    - 曾孫：奉國將軍朱秉𣏞，號南溪[26][27]
      - 玄孫：鎮國中尉朱惟㷉，號槐亭[26]
        - 五世孫：輔國中尉朱懷𣙇，號華林[27][28]
          - 六世孫：奉國中尉朱敬
            - 七世孫：奉國中尉朱誼淤
            - 七世孫女：宗女，宗婿錢國璋

          - 六世孫：奉國中尉朱敬𦑕
            - 七世孫女：宗女，宗婿李必通

          - 六世孫：奉國中尉朱敬
            - 七世孫：奉國中尉朱誼洹
            - 七世孫女：宗女，宗婿李若允

          - 六世孫女：宗女，宗婿趙永安[27]

        - 五世孫女：宗女，宗婿李枝
        - 五世孫女：宗女，宗婿桑浡[26]

    - 曾孫：奉國將軍朱秉㯓，號對山
      - 玄孫：鎮國中尉朱惟炡
      - 玄孫：鎮國中尉朱惟
      - 玄孫：鎮國中尉朱惟烹
      - 玄孫：鎮國中尉朱惟𤊗
      - 玄孫：鎮國中尉朱惟
      - 玄孫：鎮國中尉（朱惟炡－朱惟）
        - 五世孫：朱懷塎
        - 五世孫女：宗女，宗婿王世科
        - 五世孫女：宗女，宗婿賀泙

      - 玄孫女：嘉會鄉君，儀賓韓文[29]

    - 曾孫：奉國將軍朱秉㽥
    - 曾孫：奉國將軍朱秉栯
    - 曾孫：奉國將軍朱秉楦
    - 曾孫：奉國將軍（朱秉㽥、朱秉栯、朱秉楦）
      - 玄孫：鎮國中尉朱惟
      - 玄孫：鎮國中尉朱惟焧
      - 玄孫：鎮國中尉朱惟
      - 玄孫：鎮國中尉朱惟
      - 玄孫女：棗林鄉君，儀賓楊弘道
      - 玄孫女：凌江鄉君，儀賓商城

    - 曾孫女：建雄縣君，儀賓李復性[28]

  - 孫：輔國將軍朱誠？[30]
    - 曾孫：奉國將軍朱秉𣓖，號東山
      - 玄孫：鎮國中尉朱惟焎，號菊亭
        - 五世孫：輔國中尉朱懷𡏯
          - 六世孫：奉國中尉朱敬
          - 六世孫：奉國中尉朱敬
          - 六世孫女：宗女，宗婿王名世
          - 六世孫女：宗女，宗婿程先民

        - 五世孫：輔國中尉朱懷
        - 五世孫：輔國中尉朱懷斛，出繼朱惟躞
          - 六世孫：奉國中尉朱敬鈋
            - 七世孫：祥哥（乳名）

          - 六世孫女：宗女，宗婿閻廷薦

        - 五世孫：輔國中尉朱懷𥱆
        - 五世孫：輔國中尉朱懷堸
          - 六世孫：奉國中尉朱敬唫

        - 五世孫女：宗女，宗婿張一桂
        - 五世孫女：宗女，宗婿柳時英
        - 五世孫女：宗女，宗婿王家奇[31]

      - 玄孫：鎮國中尉朱惟躞，號芳亭

    - 曾孫：奉國將軍
      - 玄孫：鎮國中尉朱惟，字叔融，號金粟齋主[23]

  - 孫女：蒲江郡君，儀賓胡氏[21]
- 第五子：鎮國將軍→庶人朱公鉌，設鎮國七將軍府於咸寧縣得辛坊[7]
  - 孫：朱誠淓[32]
- 第六子：鎮國將軍朱公鏈[33]，設鎮國八將軍府於咸寧縣得辛坊[7]
  - 孫：輔國將軍
    - 曾孫：奉國將軍
      - 玄孫：鎮國中尉朱惟熃，號榴亭
        - 五世孫：輔國中尉朱懷堮
          - 六世孫：奉國中尉朱敬
          - 六世孫：奉國中尉朱敬鐙
          - 六世孫女：宗女，宗婿崔爾逵

        - 五世孫女：宗女，宗婿張一貴[34]
- 第七子：鎮國將軍朱公鑊[5]，設鎮國九將軍府於長安縣京兆坊[7]
  - 孫：輔國將軍朱誠泐，號檜亝
    - 曾孫：奉國將軍朱秉枸
    - 曾孫女：縣君，儀賓徐植[35]

  - 孫：朱誠頮[36]
  - 孫：朱誠沬[37]
  - 孫：朱誠潣[38]
  - 孫女：鳳化郡君，儀賓田大經[39]
- 庶長女：莊浪縣主，儀賓劉敬
- 庶次女：略陽縣主，儀賓王增[40]
- 五世孫：輔國中尉朱懷塎，娶王氏，是武略將軍王衛的第三女[41]
- 五世孫：輔國中尉朱懷社，娶王氏，是武略將軍王衛的第四女[41]